# Monasterio de Santa Clara-a-Velha
El Monasterio de Santa Clara de Coímbra, popularmente conocido como Convento de Santa Clara-a-Velha, se localiza en la margen izquierda del río Mondego, en la freguesia de Castelo Viegas; perteneciendo esta a la ciudad, municipio y distrito de Coímbra, en Portugal.
Fue construido en un momento de prueba del estilo gótico en Portugal. Su fundación, a finales del siglo XIII, se insiere en un período de gradual aumento de influencia y aceptación de la Orden de los Frailes Menores en la corte y en la sociedad portuguesa en general.

## Historia

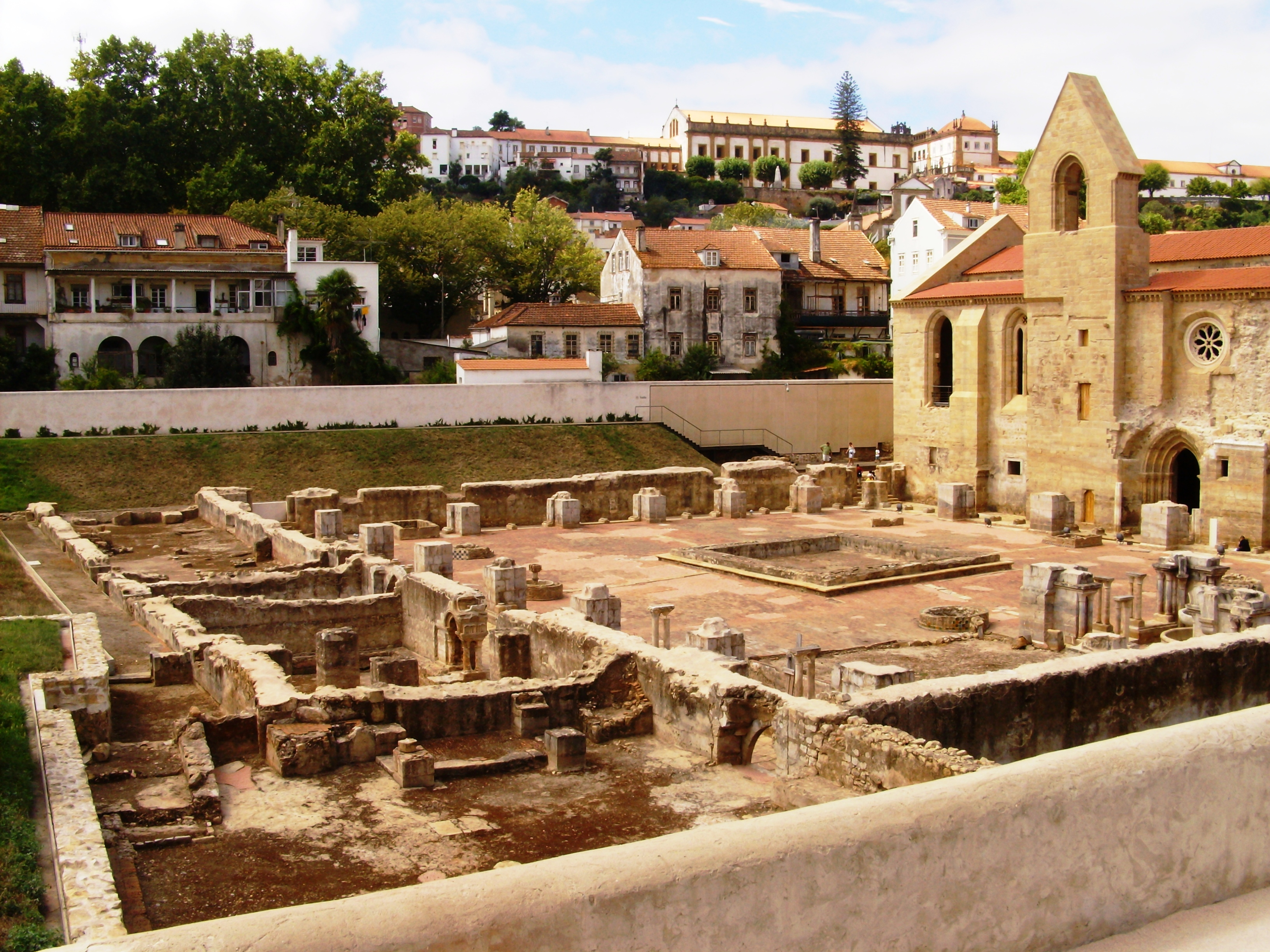
Ruinas del claustro del monasterio.

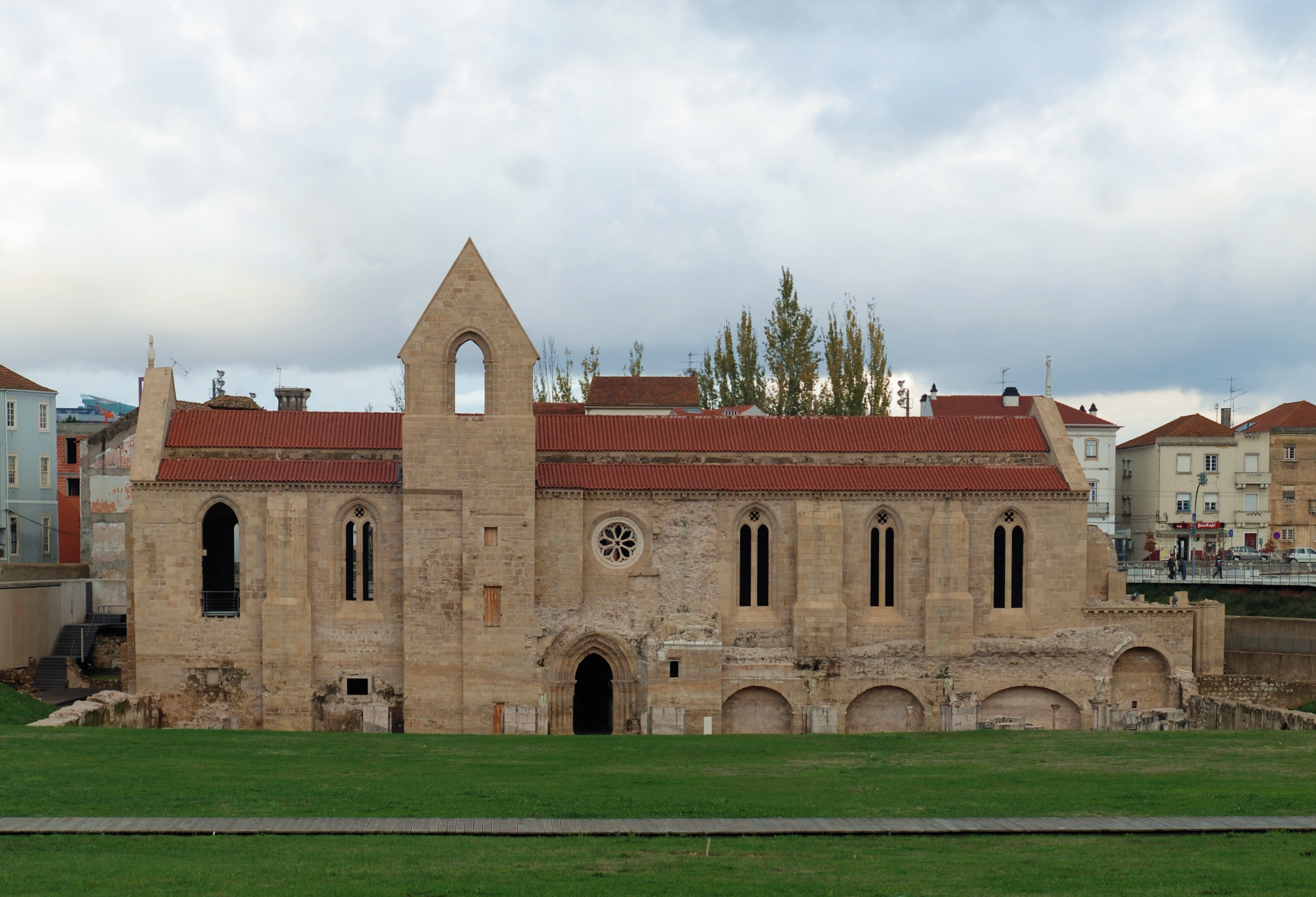
Ruinas del Monasterio de Santa Clara-a-Velha, en Coímbra.

### Antecedentes: el convento de Mor Dias

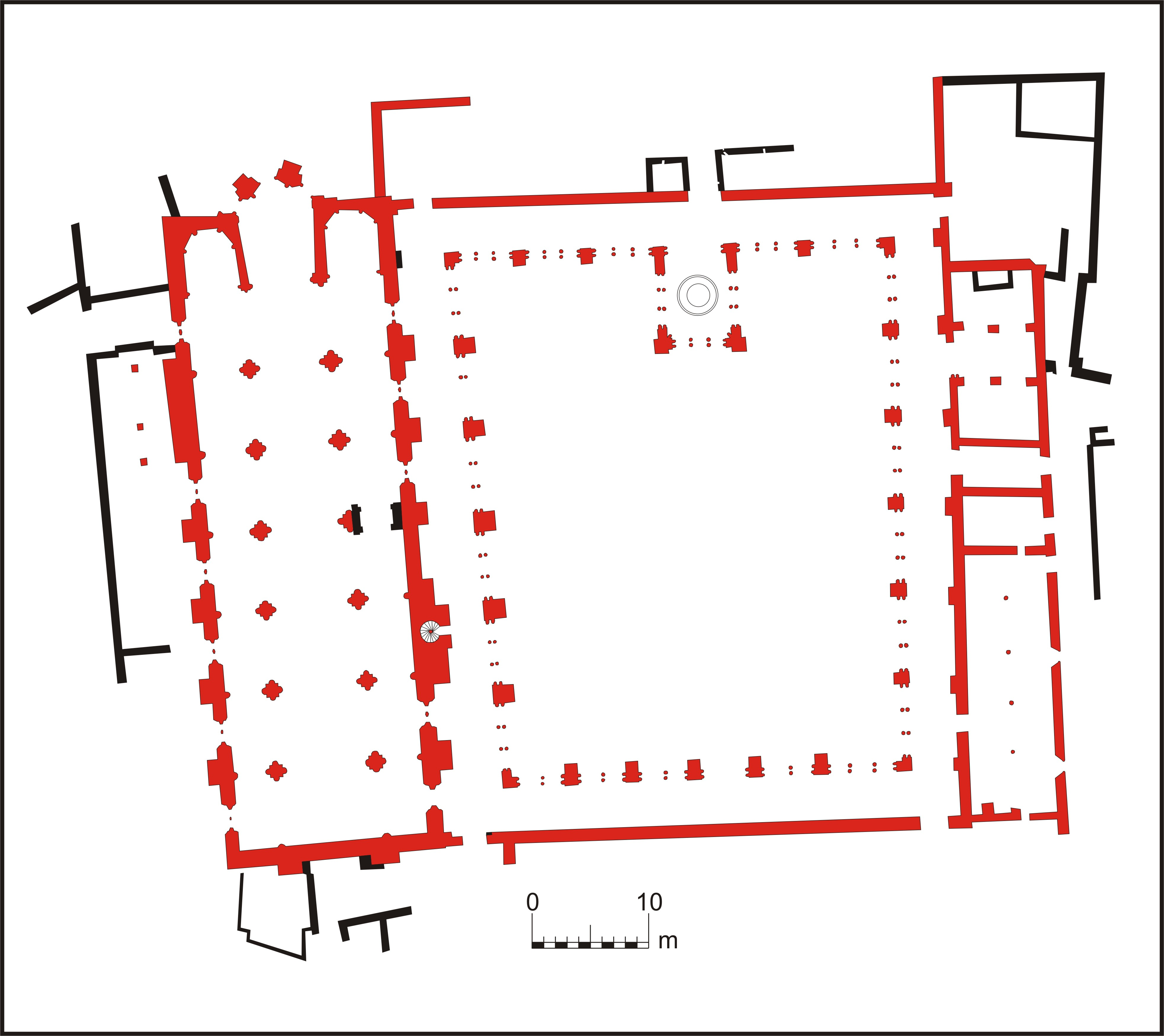
Monasterio de Santa Clara-a-Velha: planta.

La forma de vida propuesta por Clara de Asís llevó a Mor Dias, dama noble de Coímbra, hija de Vicente Dias, sobrejuez de Alfonso III de Portugal y alcalde-mor de Coímbra, y de Boa Peres, nieta del canciller Julião Pais, a fundar una casa de clarisas. 
Aunque desde 1278 Mor Dias se esforzó para materializar la creación de su casa de monjas clarisas, esta estaba ubicada, desde 1250, en el Convento de São João das Donas, entonces dependiente del Monasterio de Santa Cruz de Coímbra.
En 1283, le fue concedida la autorización para construir un monasterio dedicado a Santa Clara y a Santa Isabel da Hungría, cuya construcción se inició el 28 de abril de 1286, cerca del monasterio franciscano que anteriormente se había fundado (1247), en la orilla izquierda del río Mondego. La reina Isabel de Portugal apoyó la construcción del monasterio.
Mientras, debido a la cantidad de recursos (bienes e ingresos) que Mor Dias invirtió en el nuevo convento, los religiosos de Santa Cruz se mostraron fuertemente contrarios a la obra, con la excusa de que Mor era abadesa del Monasterio de Santa Cruz y, por este motivo, este monasterio dependía de ellos, en lo temporal y lo espiritual. A pesar de esta oposición, Mor Dias llevó consigo algunas religiosas del convento de São João das Donas y la disputa perduró por alrededor de treinta años.
En 1302, con el fallecimiento de Mor Dias, donó sus bienes e ingresos al nuevo monasterio. Sin embargo, la disputa continuó, culminando en la desaparición temporal del monasterio el 2 de diciembre de 1311.

### La refundación: el convento de la Reina Santa
Desde 1307, la reina Isabel se interesó por el monasterio y actuó como mediadora en el conflicto, al que logró poner fin en 1319. Durante ese período, el 10 de abril de 1314, la reina obtuvo la autorización del papa Clemente V para refundar el monasterio. A partir de ese momento la reina donó gran parte de su tiempo y de su patrimonio a esta obra.
En 1316, comenzó la segunda fase de construcción, siendo financiada por la reina, que le incluyó un hospital para unos treinta pobres, junto al monasterio y que fue terminado en 1333, así como el palacio donde se retiró cuando enviudó en 1325.
El arquitecto real responsable de las obras fue el maestro Domingos Domingues, que trabajó igualmente en el claustro del Monasterio de Alcobaça. Tras fallecer en 1325, fue sustituido por el maestro Estevão Domingues. Fue bajo su dirección cuando se concluyeron las obras de la iglesia y se inició la construcción de los claustros del Monasterio de Santa Clara, entre 1326 y 1327. Los claustros recibían agua mediante una tubería desde la Quinta do Pombal (actual Quinta das Lágrimas).
Su marido, Dionisio I de Portugal, falleció en 1325. Poco después de su muerte, Isabel se retiró al Monasterio de Santa Clara, tomando el traje de las monjas clarisas, pero no haciendo votos, lo que le permitía mantener su fortuna, que usaba para la caridad. Hizo su testamento en 1328, dejando expresa su voluntad de ser sepultada en el Monasterio, donando muchos de sus bienes y de su dinero para la construcción de una capilla y para las obras del convento. Falleció en Estremoz, el 4 de julio de 1336.

### La nueva iglesia
La nueva iglesia fue consagrada el 8 de julio de 1330, por el entonces obispo de Coímbra, Raimundo Ebrard II (1325-1333). Sus trazos arquitectónicos, de apariencia románica con gruesos paramentos y contrafuertes, respetan, en términos de planta y del diseño de la fachada, la disposición de los templos de las monjas clarisas: tres naves de siete tramos, sin transepto, y cabecera con tres capillas (con dos de ellas en los rincones cuadrangulares y la capilla mayor con ábside poligonal).
Estêvão Domingues cubrió la nave central con una bóveda de cañón, sostenida por grandes arcos. Sin embargo, las naves laterales se cubrieron con bóvedas de crucería.
Fue inusual para la época la construcción de tres naves de altura idéntica, con bóvedas en piedra, al revés de la cobertura con madera, entonces muy utilizada por las órdenes mendicantes, así como la ausencia de transepto, lo que permitió un mayor alargamiento del claustro.
La iluminación de las naves se produce a través de dos rosetones ubicados en los rincones de la nave central y a través de ventanas dobles, de grande altura, desgarradas en las paredes laterales.

### El abandono del edificio
La vida del monasterio quedó marcada, a lo largo de los siglos, por sucesivas inundaciones provocadas por los desbordamientos del río Mondego. La primera inundación ocurrió en 1331, pocos años después de la consagración del monasterio. La solución que se encontró durante varios siglos consistió en el alzado sucesivo de la planta baja del monasterio hasta que, en el siglo XVII las religiosas se vieron obligadas a construir un piso superior a lo largo del monasterio y a desocupar el inferior, lo que sucedió de igual forma en las demás dependencias del monasterio. Mientras tanto, el deterioro de las condiciones de habitabilidad llevaron a la construcción, por iniciativa del rey Juan IV de Portugal, de un nuevo edificio en el vecino Monte de la Esperanza: el Monasterio de Santa Clara-a-Nova.
Fue abandonado definitivamente por la comunidad de religiosas en 1677 a partir de ese momento el antiguo monasterio pasó a ser conocido como Monasterio de Santa Clara-a-Velha.
Después del abandono, el monasterio y su entorno dejaron lugar a una exploración agrícola, pasando la parte superior del convento a ser utilizada como habitación, almiares y corrales.

## Intervenciones contemporáneas
A principios del siglo XX, el monasterio fue inscrito como Monumento Nacional por decreto el 16 de junio de 1910, y desde la década de 1930 fue testigo de una amplia labor de restauración por iniciativa de la Dirección General de los Edificios y Monumentos Nacionales. Aun así, el conjunto continuó siendo víctima de las aguas del río Mondego. En ese espacio despejado, inmerso en los sedimentos que solo dejaban visible la parte superior de la iglesia, se creó una imagen de ruina aureolada de romanticismo, que se mantuvo hasta a la década de 1990.
En 1991 se dio inicio a un ambicioso proyecto de recuperación y valorización de su casa de campo, con un presupuesto de cerca de 7,5 millones de euros, bajo la coordinación del arqueólogo Artur Côrte-Real. 
Los trabajos arqueológicos tardaron cinco años, entre 1995 y 2000, y dejaron al descubierto la parte inferior de la iglesia y del claustro, permitiendo de esta manera la recolección de un significativo conjunto de bienes patrimoniales, evidencia material del pasado conventual. Después de que se decidiera mantener seco el perímetro excavado (1977), se construyó una cortina periférica para la contención de las aguas, que fue el primer paso para la rehabilitación del local. Quedó también explorada una significativa área de reserva arqueológica, siendo incluidos el segundo claustro y las dependencias anexas a este, el dormitorio y el comedor. El lugar fue desde entonces objeto de varios estudios.
En 2001 se lanzó un concurso internacional para la recuperación del monumento, ganado por el «Atelier 15», proyecto a cargo de los arquitectos Alexandre Alves Costa, Luís Urbano y Sérgio Fernandez.

## El centro de interpretación

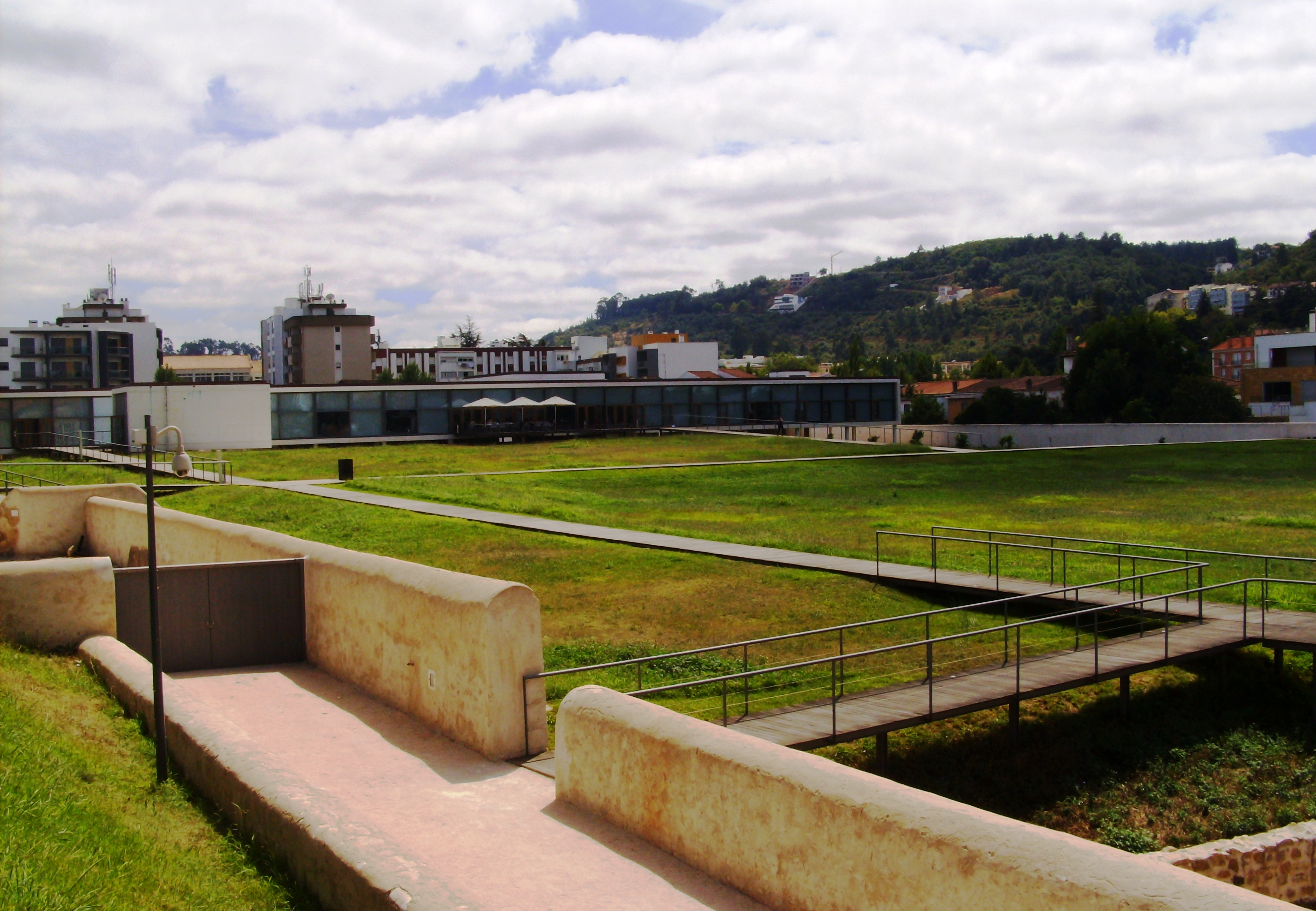
Monasterio de Santa Clara-a-Velha: centro de interpretación.

El proyecto de valorización del antiguo monasterio, iniciado en 2004 comprendió la construcción de un edificio destinado a albergar el centro de interpretación. Terminado en 2008, fue abierto al público el 18 de abril de 2009.
El monasterio acogió, durante mucho tiempo, a las monjas clarisas, que vivían en clausura. Estas dejaron una importante colección de porcelanas, fayenza, rosarios, anillos y muchos otros objetos que permiten reconstruir su vida cotidiana, y que se exponen en una exposición instalada en el centro interpretativo, que acoge «la historia del lugar».
Este nuevo centro consiste en un edificio de mil metros cuadrados, con funciones museológicas, dotado de un auditorio, salas de exposiciones, una tienda y una cafetería.
El Monasterio de Santa Clara-a-Velha fue galardonado con el premio Europa Nostra 2010, uno de los más importantes galardones europeos.